# Golf por M+
Golf por M+ es un canal de televisión por suscripción español, propiedad de Telefónica, dedicado al golf y disponible exclusivamente en Movistar Plus+. que sustituye al antiguo Canal+ Golf. Desde el 21 de marzo dispone de un segundo canal, Golf 2 por M+.

## Derechos deportivos
El canal tiene los derechos de los principales torneos internacionales de golf, como la Ryder Cup, los cuatro torneos majors –Masters de Augusta, US Open, British Open y PGA Championship–, además del Circuito Americano PGA Tour y el Circuito Europeo European Tour.[cita requerida]. Desde febrero de 2024 tiene también los derechos de la liga LIV.

## Golf 2 por M+
El 21 de marzo se anunció el nuevo canal secundario de Golf por M+ que transmitiría entre 2 y 4 días de la semana dependiendo de las competiciones. Ese mismo día empezó sus emisiones en pruebas con un bucle en el dial 68. Sus emisiones empezarán el 6 de abril del 2023 en definición estándar (SD) y en alta definición (HD)

## Logotipos

2016 - 2022
2022 - 2023
2023 - presente